# Nymphalis lucidocellata
Nymphalis lucidocellata är en fjärilsart som beskrevs av Reuss 1911. Nymphalis lucidocellata ingår i släktet Nymphalis och familjen praktfjärilar. Inga underarter finns listade i Catalogue of Life.